# Rubídium-propionát
A rubídium-propionát a propionsav rubídiumsója képlete C3H5O2Rb.

## Előállítása
Elő lehet állítani rubídium-hidroxid és propionsav reakciójával:
{\displaystyle \mathrm {RbOH+C_{2}H_{5}COOH\longrightarrow C_{2}H_{5}COORb+H_{2}O} }
De elő lehet állítani rubídium-karbonát és propionsav reakciójával is, a reakcióban melléktermékként szén-dioxid és víz keletkezik:
{\displaystyle \mathrm {Rb_{2}CO_{3}+2\ C_{2}H_{5}COOH\longrightarrow 2\ C_{2}H_{5}COORb+H_{2}O+CO_{2}\uparrow } }

## Tulajdonságai
A rubídium-propionátnak három kristályszerkezete van. A fázisátmenetek 564,3 K és 317 K-on következnek be.

## Fordítás
Ez a szócikk részben vagy egészben  a   Rubidiumpropionat című német Wikipédia-szócikk fordításán alapul.  Az eredeti cikk szerkesztőit annak laptörténete sorolja fel. Ez a jelzés csupán a megfogalmazás eredetét és a szerzői jogokat jelzi, nem szolgál a cikkben szereplő információk forrásmegjelöléseként.